# 북촌방향
《북촌방향》(The Day He Arrives)은 2011년 9월 8일에 개봉된 대한민국의 영화이다.
이 영화는 홍상수 감독의 열세 번째 작품이며, 64회 칸 국제영화제 주목할만한 시선 부문에 초청받았다.

## 줄거리
한때 영화감독인 성준(유준상)은 서울에 올라와 북촌에 사는 선배 영호(김상중)를 만나려고 한다. 그러나 첫날은 영호(김상중)와 만나지 못하고 다른 이른과 우연한 만남을 갖는다. 
다음날 혹은 다른 어떤 날, 영호(김상중)를 만난 성준(유준상)은 영호(김상중) 후배인 여교수와 소설이라는 술집에 간다. 술집의 여주인은 묘하게도 성준의 옛 여자와 무척 닮았다. 
다음날 혹은 어떤 다음날, 영호(김상중)와 만난 성준(유준상)은 전직 배우와 술을 마시고 여기에 여교수가 합류해 네 사람은 다시 소설을 찾는다. 성준은 술김에 여주인과 키스를 나누게 된다.

## 캐스팅
- 유준상 : 성준 역
- 김상중 : 영호 역
- 송선미 : 보람 역
- 김보경 : 경진 / 예진 역
- 김의성 : 중원 역
- 박수민 : 여배우 역
- 고현정 : 영화팬 역
- 기주봉 : 제작사 역
- 백종학 : 감독 역
- 백현진 : 작곡가 역
- 안재홍 : 학생1 역
- 배유람 : 학생2 역
- 정지형 : 학생3 역